# Alain Métayer
Pour les articles homonymes, voir Métayer.
Alain Métayer est sculpteur et graveur français, né le 2 février 1926 à Amuré, et mort le 22 mai 2010 à Paris 15e.

## Biographie
Alain Métayer étudie à l'École nationale supérieure des beaux-arts de Paris, où il est définitivement admis en 1949, après un cours préparatoire. Il y est élève de Marcel Gimond et Alfred Janniot.
Lauréat du prix de Rome de sculpture en 1953, avec le plâtre en haut-relief intitulé L'Aube chasse la Nuit, il devient pensionnaire à la villa Médicis à Rome de 1954 à 1957. Cette période coïncide avec la présence des sculpteurs Henri Derycke, Albert Feraud, Maurice Calka, Robert Rigot, Raoul Henriques-Raba et Claude Goutin à l'Académie de France à Rome.
Il revient à Paris en 1957, où il expose ses œuvres.
De formation artistique classique, il se dirige vers des courants plus contemporains. Son sens du monumental l'emmène vers la création d'œuvres intégrées à des cadres architecturaux.
De 1971 à 1976, il enseigne à l'École nationale supérieure des arts appliqués et des métiers d'art à Paris.
Alain Métayer meurt le 22 mai 2010 dans le 14e arrondissement de Paris, il est inhumé à Liez.

## Œuvres
Principales œuvres de 1958 à 1977 :
- Bas-relief, cuivre martelé au collège de Tournon-sur-Rhône ;
- Saint Laurent, cuivre à l'hôpital de Beaumont-sur-Oise ;
- Saint Maurice, ronde bosse en grès à Boncourt[Lequel ?] ;
- Fontaine, cuivre au centre commercial les Blagis à Sceaux ;
- Figure, cuivre martelé soudé au collège de Dijon ;
- Fontaine, cuivre et inox au collège de Dijon ;
- Sculpture, ag3 duralinox à Montdidier ;
- Sculpture, ronde bosse en pierre au Val-d'Ajol ;
- Sculpture, cuivre à éléments mobiles à Troyes ;
- Sculpture, ag3 duralinox au Mans ;
- Sculpture, travertin à Rosenau[4] ;
- Sculpture, ag3 duralinox au Mans ;
- Fontaine, cuivre et inox à Troyes ;
- Bas-relief, ag3 et mosaïque à Niort.

## Expositions
Principales expositions de 1968 à 1982 :
Aérogare d'Orly, Salon d'automne, Bry-sur-Marne, Centre culturel musée de Pithiviers, Gravelines, Sculpture contemporaine à Évreux, Regard 77 à Caen, Signatures, Groupe des 5, Salon comparaison, Groupe des 109.